# トラバント
トラバント（Trabant）は、ドイツ民主共和国（東ドイツ）のVEBザクセンリンク社が生産していた小型乗用車である。「トラビ」 (Trabi) の愛称で親しまれた。名称はドイツ語で「衛星」「仲間」「随伴者」などを意味する語。1957年に打ち上げに成功したソ連の人工衛星「スプートニク1号」を賞賛して命名された。

## 概要

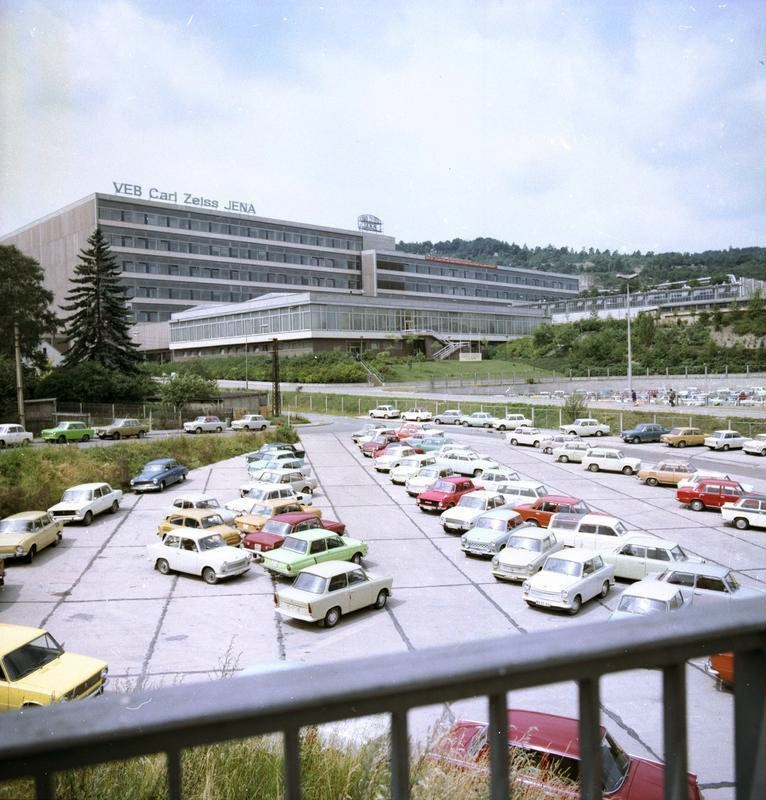
人民公社カール・ツァイス・イェーナの駐車場。停められた車の多くがトラバントである（1978年7月撮影）

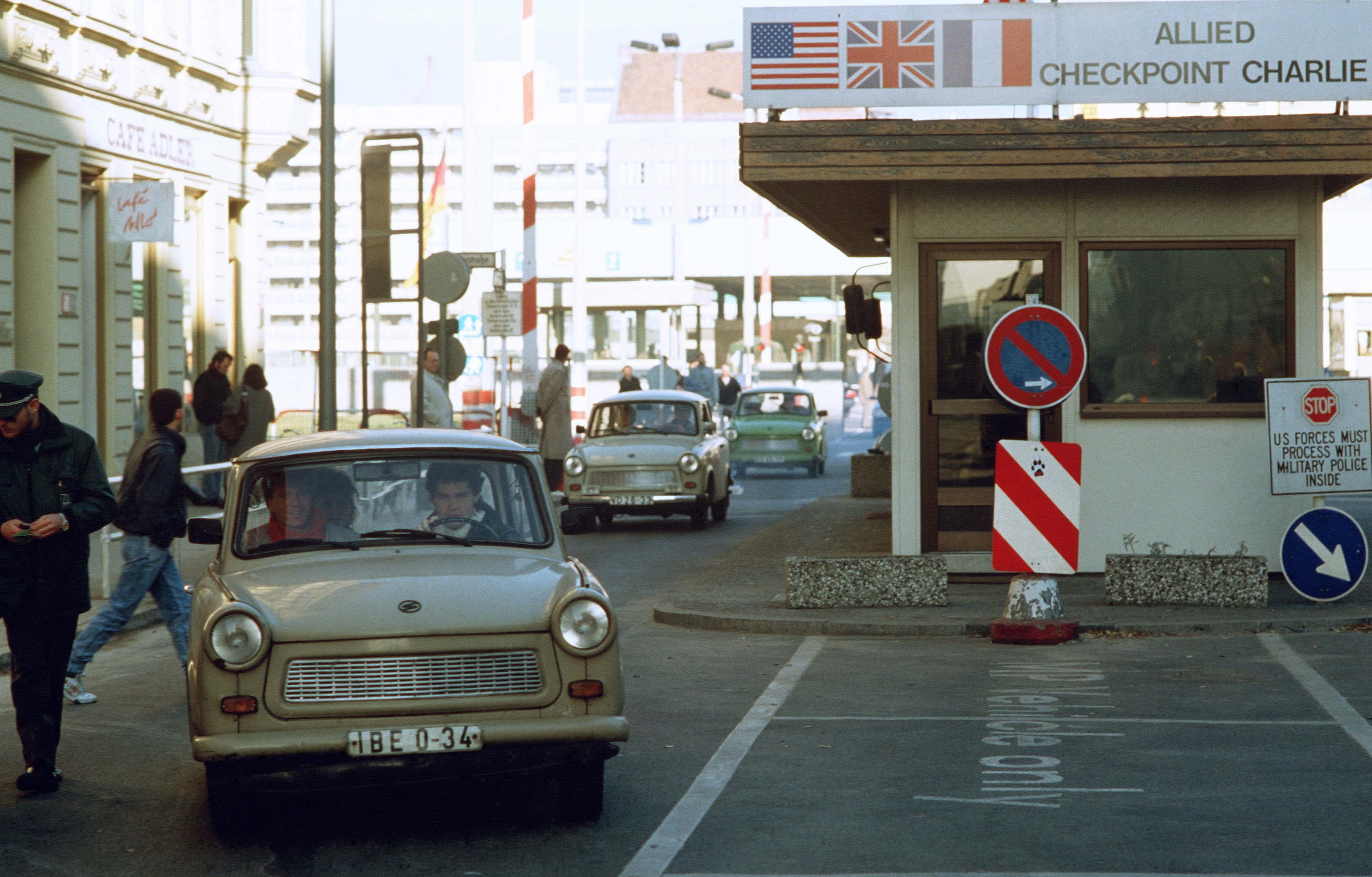
ベルリンの壁崩壊直後のベルリン市内を走るトラバント601（チェックポイント・チャーリーにて、1989年11月）。先頭も、2台目、3台目もトラバントである

1958年から1991年までの長期にわたって大規模なモデルチェンジは行われないまま生産されたが、大まかには1958年 - 1964年のP50・P60と、1964年以降のP601に分けられる。
1989年のベルリンの壁崩壊の直後からは、最新式のフォルクスワーゲン・ゴルフやオペル・アストラなどの西ドイツ製の車と古色蒼然としたトラバントが同じ通りで肩を並べて走るようになり、双方のドライバーとそれらを見比べた者に強烈なカルチャーショックを与えた。それまで移動の自由を束縛されていた東側諸国の人々がトラバントに乗って国境検問所を続々と越える光景は、東欧における共産主義体制終焉の一つの象徴的シーンともなった。
共産主義政権時代、東ドイツでは膨大なバックオーダーを抱えていたが一般国民が入手できる他の大衆車は実質存在せず、一方で生産工場には需要に見合った適正な生産能力がないという閉鎖性と停滞の反映に過ぎなかった。東ドイツの体制をも物語る歴史的なモニュメントとも言える自動車であるが、21世紀以降においては走行性能・安全性・環境性能があまりにも旧態依然の水準ということもあって、旧東ドイツ地域および周辺諸国においては急激に淘汰されている。
ドイツ国内においても排出ガス規制が強化されたことで、2008年1月からはベルリンなどの市街地では歴史文化財として特別に許可を得た車両以外は走行できなくなっている。しかしそれ以降もドイツ人の旧車に対する視線の変化の為か、ベルリンでもこの特別許可を得て走行を続けるトラバントが増加してきているという。2010年11月現在、トラバントの特別許可取得台数はフォルクスワーゲン・タイプ1の約5万台に次ぐ約3万台。愛嬌のある外見と誰でも修理が可能な単純さが人気の秘訣だという。
「ボール紙のボディの車」と言われることがあるが、これは東ドイツ末期に製造品質が下がって表面の質感がボール紙のように見えたことから西側が仕上げ品質の低さを揶揄した表現であり、実際は長いモデルライフを通じ、ボディの基本材料はデュロプラストと呼ばれるフェノール樹脂とリサイクル綿の繊維を使った繊維強化プラスチック (FRP) である。ただし、末期はレーガン政権下のドル・ルーブルの為替レート操作による共産圏の財政悪化のため、製造コスト低減を図って実際に紙パルプと羊毛で代用していた。

## 開発までの背景

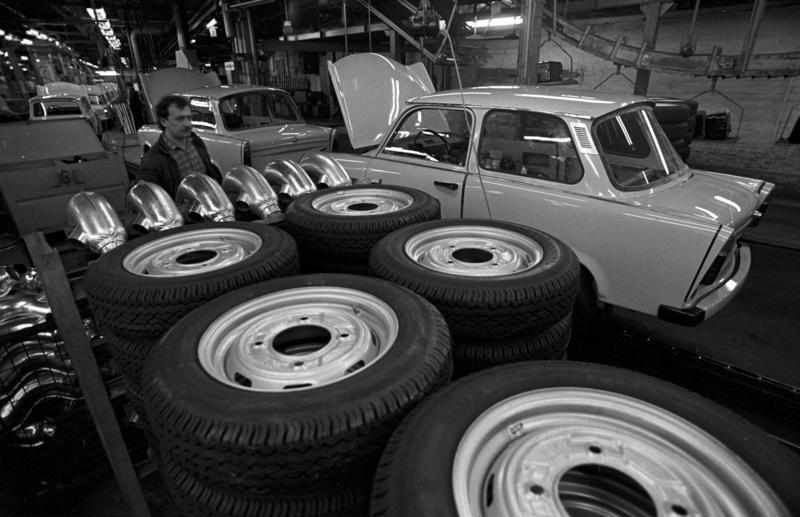
生産終了を控えたトラバント生産工場（1990年3月15日撮影）

メーカーは、東ドイツ時代にカール＝マルクス＝シュタット県（現在のザクセン州）にあったツヴィッカウに所在した、東ドイツ国営企業のVEBザクセンリンク (VEB Sachsenring Automobilwerke Zwickau) である。第二次世界大戦前のドイツを代表する民族系自動車メーカーアウトウニオンの旧工場のうち、高級車ホルヒの生産拠点で、第二次世界大戦後、東ドイツ地域に含まれたツヴィッカウ工場がその前身であった。
アウトウニオンは元々ドイツの民族系自動車メーカー4社が、外資対抗のため1932年に大合同して成立したメーカーである。オートバイ及び廉価な大衆車をDKW、上級小型車をヴァンダラー、中型車をアウディ、大型高級車をホルヒという形で分担した。
このうち1904年創業のDKWは、第一次世界大戦後に自転車補助動力用の2ストロークエンジンを開発して以来、1920年代にはオートバイメーカーとして急成長、1928年からは2ストロークエンジン搭載の小型乗用車生産にも進出して、アウトウニオン結成の中核ともなった企業である。DKWは1931年に、大衆車としては史上初の量産型前輪駆動車である500 cc車「DKW・F1」を発表、以来前輪駆動方式を得意とし、同じアウトウニオン系のアウディにも前輪駆動を導入するなどの進歩性を見せていた。
VEBザクセンリンクは、接収したホルヒ工場を引き継いでVEB HORCH Kfz- und Motorenwerke Zwickauとして発足した1948年以来、戦前形DKW・F8の同型車(IFA・F8)および第二次大戦直前の試作車であったDKW・F9をベースにした900ccクラスの2ストローク前輪駆動車(IFA・F9)を製造していた。またトラクターや大型ディーゼルトラック生産も手がけたほか、西側で復活しなかった「ホルヒ」のネームを復活させて2.4リッター6気筒の上級セダン、ホルヒ・P240ザクセンリンクを1956年から生産開始した（P240は1957年以降「ザクセンリンクP240」となり、1959年まで1382台が生産されたが、ソ連からの政治的圧力により製造を中止した）。公社名称からは1957年に「ホルヒ」が外され、VEB Sachsenring Kfz- und Motorenwerk Zwickauとなっている。
しかし1956年以降、900ccクラスのモデルについてはBMWアイゼナハ工場の後身であるアイゼナハー・モトーレンヴェルクが生産することになり、1957年にモデルチェンジでアイゼナハから3気筒900cc車のヴァルトブルク・311が登場した。
ヴァルトブルクより小さい、戦前のDKW系ベーシックカーのリバイバルともいうべきクラスで企画されたのがトラバントであった。その直接の前身となったのは、1955年より旧アウトウニオン・アウディ工場の後身であったVEBツヴィッカウで生産が始まったAWZ・P70である。P70は戦前型の旧弊としたデザインであったIFA・F8をベースに、外装をより近代的なデザインに改め、鋼板が慢性的に不足していた東ドイツの事情を鑑みてFRPボディを全面採用したモデルであった。
VEBツヴィッカウと、ホルヒ系のVEBザクセンリンクは1958年5月に合併され、VEB Sachsenring Automobilwerke Zwickauに改称した。この再編に伴い、ディーゼルトラック等大型車の生産は、近傍のヴェルダウにあったVEBエルンスト・グループ自動車工場に移管された。
トラバント量産以前の東ドイツ製乗用車
- IFA F8
- IFA F9
- AWZ P70
- ザクセンリンクP240

## 構成

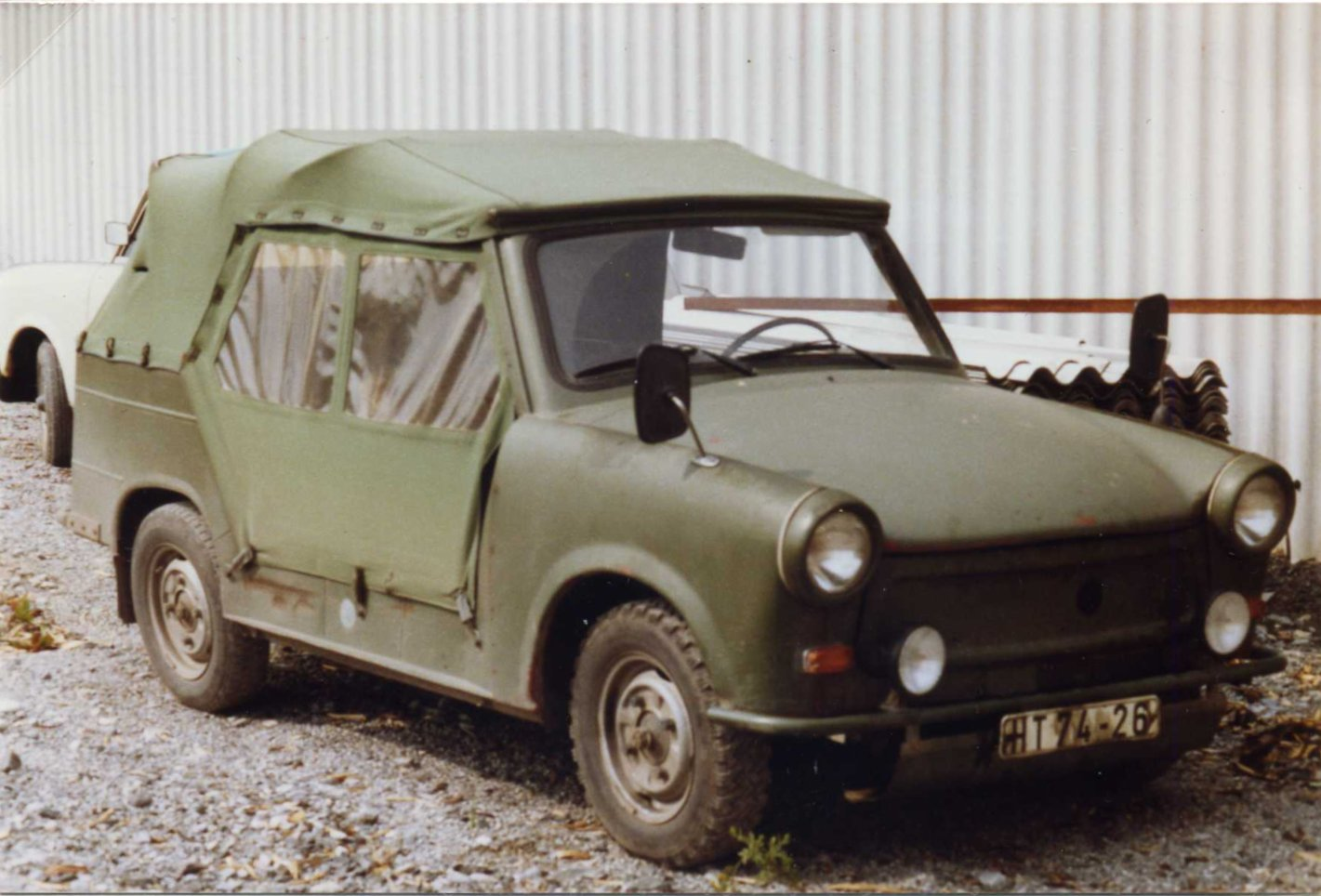
トラバント601軍用バージョン（旧東ドイツ軍）。モノコックでない、フレーム別体ボディのため、このようなバリエーションも展開容易であった

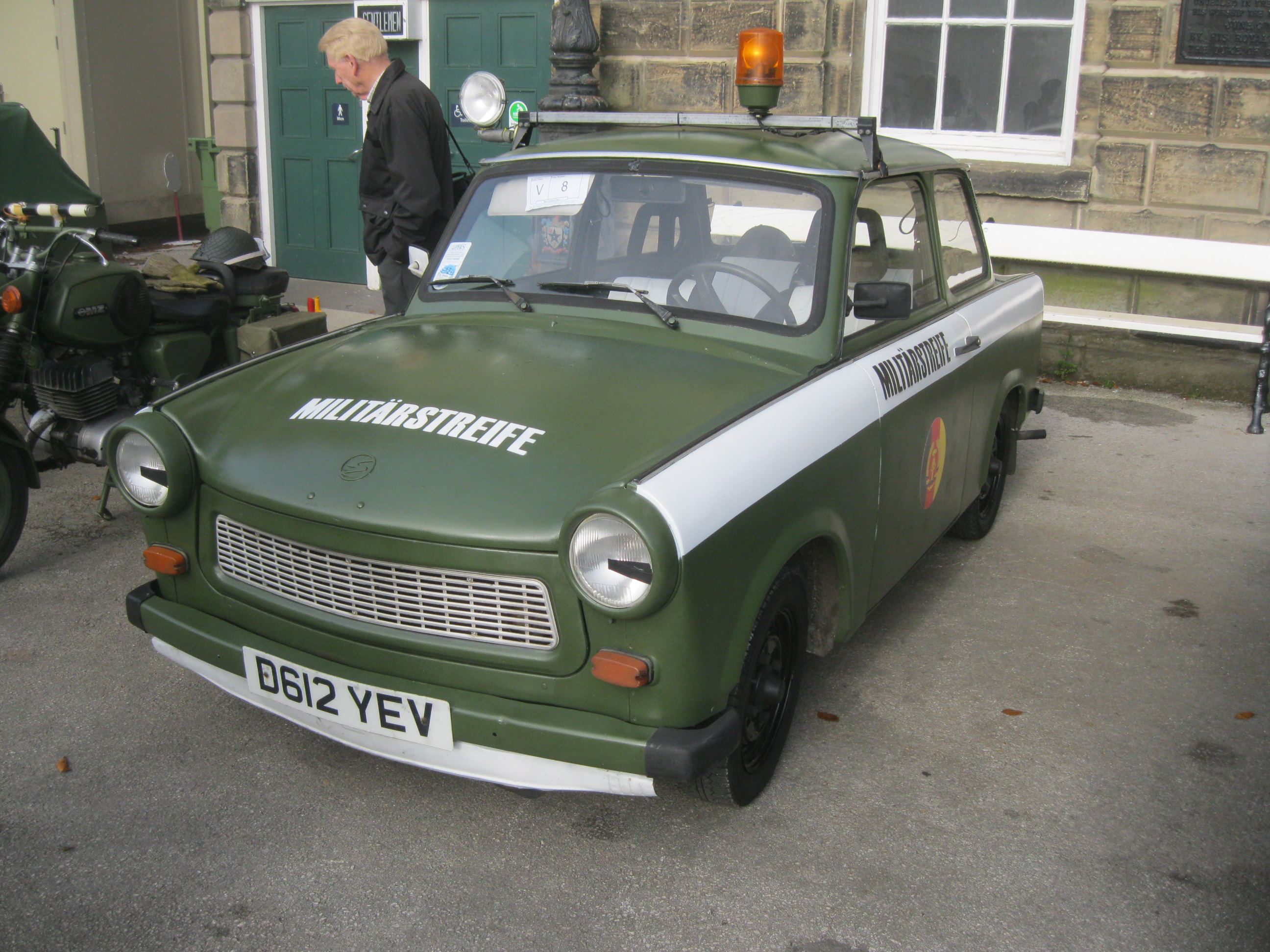
東ドイツの軍巡邏員（他国の憲兵に相当）用トラバント601

全長3.5 m、車幅1.5 mのコンパクトなサイズである。定員は4名。
エンジンは直列2気筒2ストロークの空冷エンジン横置き配置で、前輪駆動方式であった。四輪自動車のエンジン横置き配置は2気筒クラスでは珍しいことではなく、1931年のDKW・F1からして2気筒横置きエンジンである。一般に横置きエンジンの最初とされるイギリスのミニ（1959年、アレック・イシゴニス設計）は、長い4気筒エンジンを横置きにしたことに意義があった。ブレーキは全期間を通して4輪ドラムブレーキであったが、明らかに性能不足であった。
ラダーフレーム上に別体のボディを載せる古典的構造で、大きな強度を必要としないことから、ボディの一部はFRPで造られていた。このため軽量に仕上がり、車重は600kg強にすぎない。東ドイツで物資が不足するようになると、ボディ材料の素材に段ボールを使用した噂も出るほど、末期には粗悪な製品となっていた。
2ドア3ボックスのリムジーネ（セダンボディ）のほか、ユニバーサル（ステーションワゴン形）もあった。ボディ加工が容易であったため、様々なバリエーションが存在した。1964年以前のP50・P60は丸みの強いボディでフロントグリルがなかったが、1964年以降のP601はやや直線化されて屋根が浅くなり、フロントグリルも設けられた。
前照灯の上下切り換えスイッチは灯体の真下にあり、切り換え操作はいったん降りて行う必要があった。

### エンジン
クランクケース圧縮式2ストローク空冷直列2気筒エンジン。初期形P50（1958年 - 1962年）では500cc、その排気量拡大型P60（1962年 - 1964年）では600ccとなり、ボディ回りなどをマイナーチェンジした1964年以降のP601でもこれが踏襲された。P601のエンジンスペックは594cc、最大出力23HP/3,800rpm（DIN.26 HP/4,200rpmというデータもある）、最大トルク5.5kgm/3,000rpmで、1970年代の日本の軽自動車にやや劣る程度の内容である。
公称最高速度はP601の場合で95 - 105km/hといわれる。到底連続走行できるようなものではなかったが、4人乗せて80km/h以上のスピードは出た。ただし、加速時間は相応なものが必要である。
なお、P601の生産期間後期（1970年代以降）は、西側先進諸国において環境対策のため、自動車の排気ガス浄化が法制化されるようになった。だが、同時期の東ドイツにおいては自動車の排気ガス浄化施策はおざなりで、トラバントやヴァルトブルクの2ストロークエンジンにも根本対策はなされず、東側諸国の大気汚染問題を拡大する一因となった。

### 燃料タンク

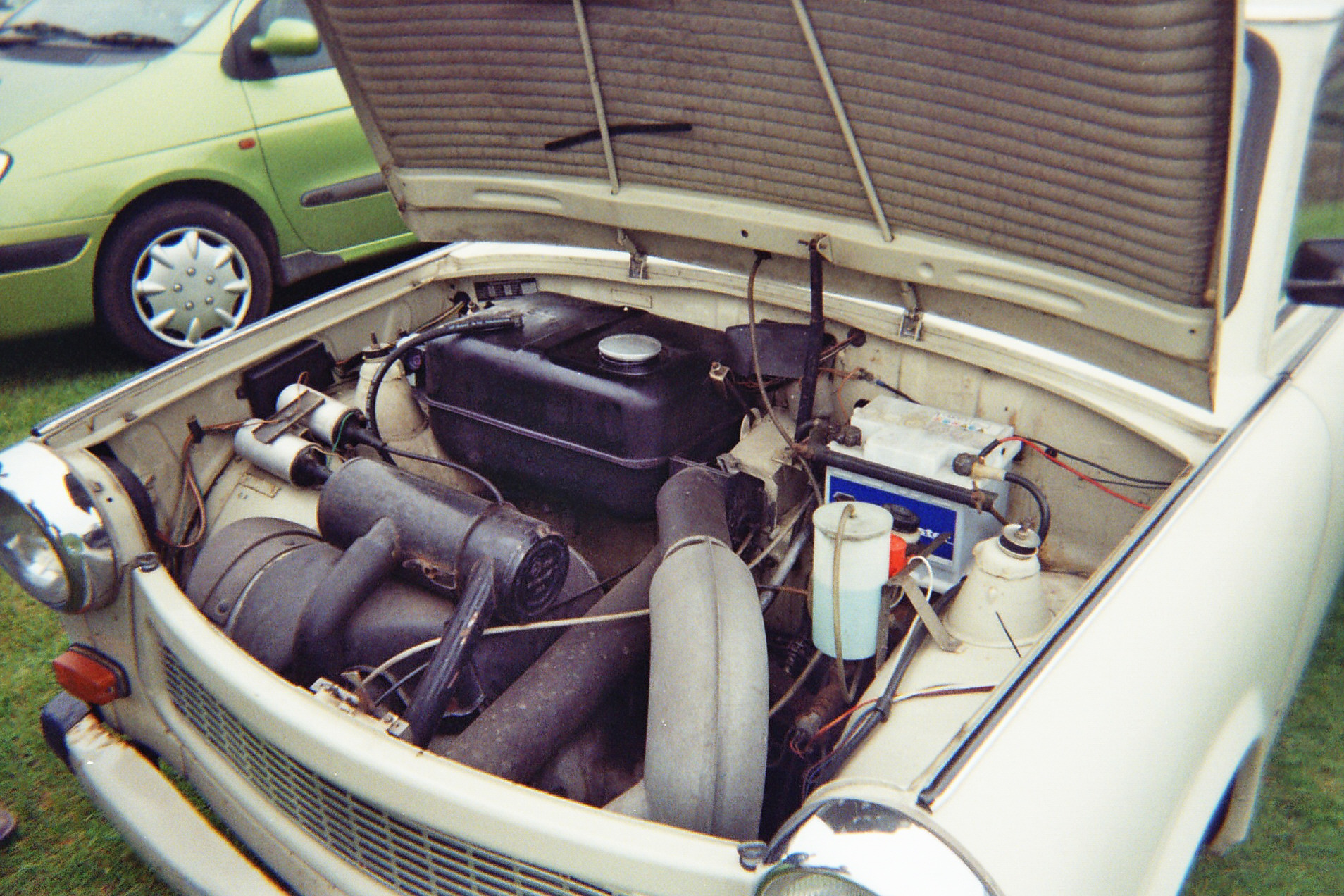
トラバントP601のエンジンルーム。左上の高い位置に燃料タンクが配置されている。空冷式のエンジン本体は、低い位置に冷却用のシュラウドでカバーされた状態でマウントされており、直接は覗けない。

古典的2ストローク機関の例に漏れず、エンジンオイルをガソリンに混合給油する方式である。
24リットルの燃料タンクは、ボンネット内のダッシュボード前方に置かれていた。これは1930年代以前の小型自動車に多く見られた配置で、給油に際してボンネットフードを開く必要があるのも同様である。タンクは登坂・降坂走行であってもエンジンより高い位置にあるため、燃料供給は重力による自然流下で、燃料ポンプは不要であった。このレイアウトは簡潔ではあるが、エンジンと燃料タンクが近接する構造は正面衝突時やエンジンの異常過熱時に発火するおそれがあり、安全性の面では極めて不利である。
燃料計はついていないため、4サイクル車におけるエンジンオイルのように給油口から棒を入れて残量を確認したり、燃料を入れた際のトリップメーターの数値を覚えて、日頃の燃料消費率を勘案し次回給油時期を推測する必要があった。

### 変速機
ギアボックスはコンスタントメッシュ（常時噛み合い式）の4速型であるが、ノン・シンクロメッシュであり、スムーズな変速にはダブルクラッチが必要であった。1970年代以降はほとんど採用例がない古典的変速機であった。
シフトレバーはインパネシフトであった。1930年代からアメリカ車が採用したコラムシフトを始め、インパネシフトの採用にも車内幅をできる限り有効に使う一策として意味があった。しかし、1960年代後半以降の西側自動車界では、シフトレバーの位置はコラムやインパネからフロアタイプに回帰するようになってしまった。それでもトラバントは最後までインパネシフトを堅持し続けた。

### サスペンション
前後とも横置きリーフスプリングで吊られた独立懸架（フロントはウィッシュボーン、リアはトレーリングアームとトランスバース・リンク支持）。独立懸架としては旧式な設計である。

## 評価
トラバントは1958年の登場時点では、一見するとさほど時流に遅れた自動車ではなかった。当時の西ドイツではメッサーシュミット・KR200やBMW・イセッタなどのバブルカー（マイクロカー）が生産されており、前輪駆動の3ボックスボディを持つ2ストローク600cc級ミニカーというディメンションは、同時期の西側諸国にも散見された。
しかし、トラバントの基本構成は1930年代のDKWと大差ないもので、大きな進歩を遂げたとはいいがたかった。また、FRPなど複合材料による車体構築は、戦前のDKWにおけるプラスチックボディでの軽量化の試みを引き継いだものであったが、ラダーフレームとFRPボディの組み合わせは鉄モノコックボディに比して強度や衝突安全性に劣り、生産性も低く、大量生産される大衆車には適さなかった。西側諸国での自動車ボディ全体へのFRP活用例は、極限まで軽量化を追求する必要のあるレーシングカーなど特殊な限定生産車がほとんどである。

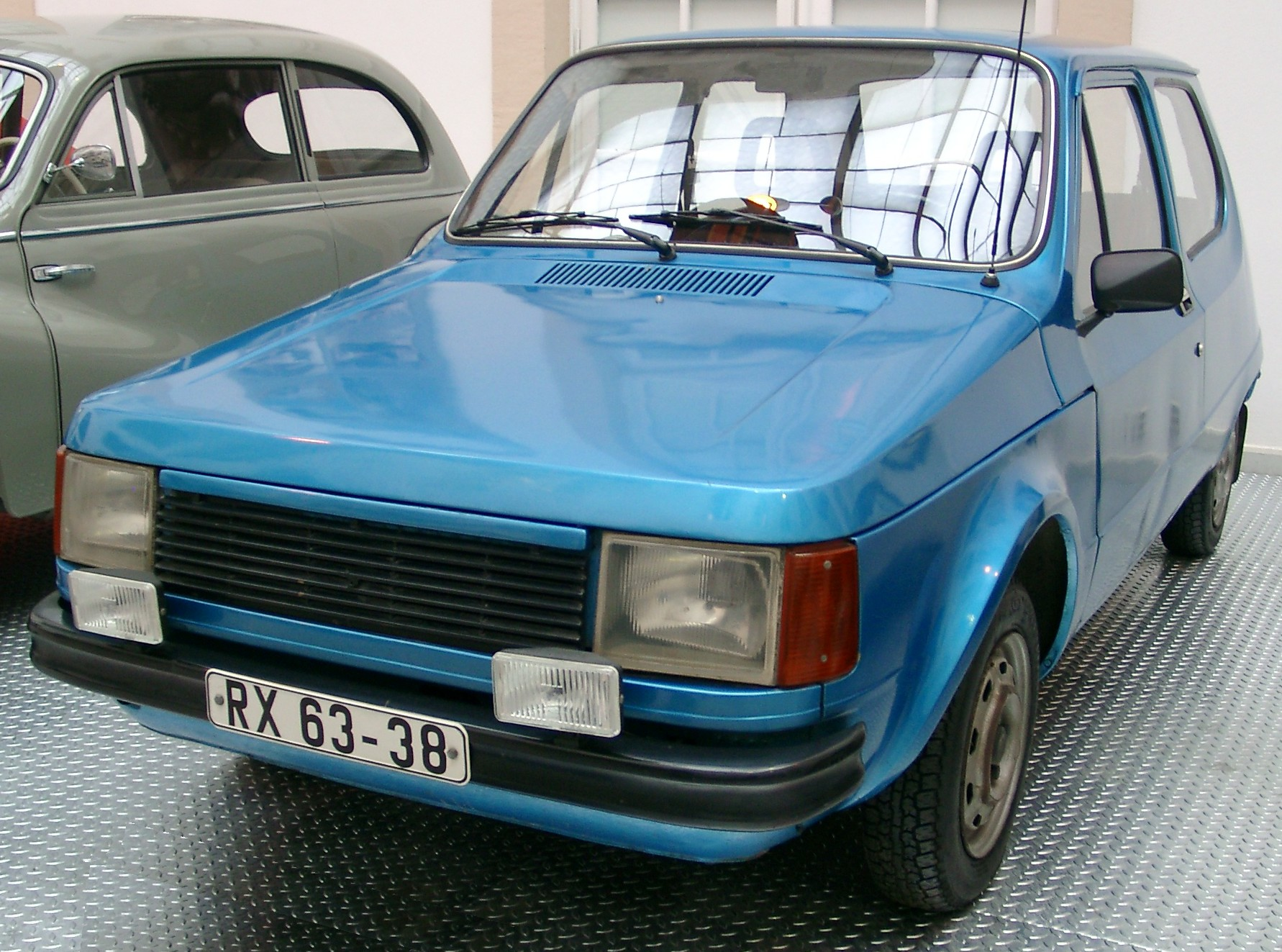
トラバントP1100試作車
このようなモデルチェンジの計画も存在したが、最終的には試作のみで終わった。

このようなトラバントの問題点が早期に明らかになっていたにもかかわらず、社会主義体制下の計画経済においては、これを再検証して抜本的改良を加えるまでに至らなかった。P60系からP601系へのモデルチェンジも、当時流行のイタリアン・デザイン風に屋根を薄くリデザインするなどの表面的な手直しでしかなかった。競合メーカーのない体制では、一度完成された設計を敢えて積極的に変更する必要がなかったのである。
ヴァルトブルクを製造していたアイゼナハー・モトーレンヴェルクや、チェコスロヴァキアのシュコダと共同でモデルチェンジを行う計画も何度か立てられたが、試作品に留まるか、社会主義統一党 (SED) の命令による中止などで実現しなかった。
同時代の西側諸国では安全・環境規制の厳格化や企業間競争、技術革新によって小型大衆車は年々改良され、長足の進歩を遂げたが、トラバントはそのような「進歩」とは無縁なままに時代から取り残された状態で生産続行され、ついには社会主義体制の硬直性の象徴ともいうべき存在となってしまった。
このような代物でも東ドイツの庶民にとっては贅沢品である上に、注文から納車までには途方もない年月がかかった。1989年4月の段階で620万台の受注があったが、当時の東ドイツ国内での生産台数は年間15万台（当時の西ドイツの年間の自動車製造台数は398万台）しかなかった。東ドイツ政府は、自動車が国家の発展と社会の豊かさを国民が実感するために必要なものであるという認識を持っていたが、積極的に製造して国内に普及させようとはしなかったのである。その理由としては、トラバントを他の共産圏諸国への輸出品としていたことや、余剰を産まず消費への欲望を抑えて経済的平等を目指す社会主義のイデオロギー上、「贅沢品」である自動車を普及させることよりも日用品の流通に力を入れていたこと、シュタージに代表される国民監視体制を敷いていた東ドイツ政府が、自動車によって個人が「移動の自由」を得るのを嫌っていたことが挙げられている。このような状態であったために納車まで10 - 12年待ちという状況が当たり前ですらあった。そのため「買う予定はないがとりあえず注文をする」ということも普通に行われており、それが実需以上に注文数を膨張させることとなった。注文してから実際に購入するまでの期間があまりに長いために、すぐ手に入る中古車の方が新車よりも高値で取引されていた。また、西ドイツから東ドイツへの贈り物サービスを行なっていた「Genex」社を通じて購入すれば、待たずに納車された。ゆえに、東ドイツのアネクドートの一種としてトラバントはしばしば用いられていた。
東西自由化後に行われた最後のモデルチェンジでは、旧東側の生産体制（つまり雇用体制）を確保するためにフォルクスワーゲン製エンジンを搭載した西側対応モデル「トラバント1.1」が発表された。このモデルにはカブリオレ仕様や、カーステレオのオプションなど、旧来の東側の体制では考えられなかったような豪華仕様も登場し、主に話のネタとするために西側の住人が購入したという。トラバントは最後まで冷戦を象徴する存在であった。
東西融合の象徴的なクルマであったことから、1990年前後には日本でも輸入を試みるショップが存在したが、自動車排出ガス規制をクリアできず断念したようである。排気温度の低いエンジンの排出ガス対策が困難であったとの記述が多く残っているが、2ストロークエンジン用の触媒をヒーターで加熱することで対応可能であった。最大の要因は、エンジン直上に搭載される燃料タンクが衝突や腐食時の安全を欠くためであったという。なお、トラバントは日本にも複数台が輸入されているが、ナンバーを取得し公道走行可能な状態に至った車両は皆無とされる。 
この車を題材にした『ゴー・トラビ・ゴー』(Go Trabi Go) というコメディ映画が1991年に製作され、翌年には続編も作られた。

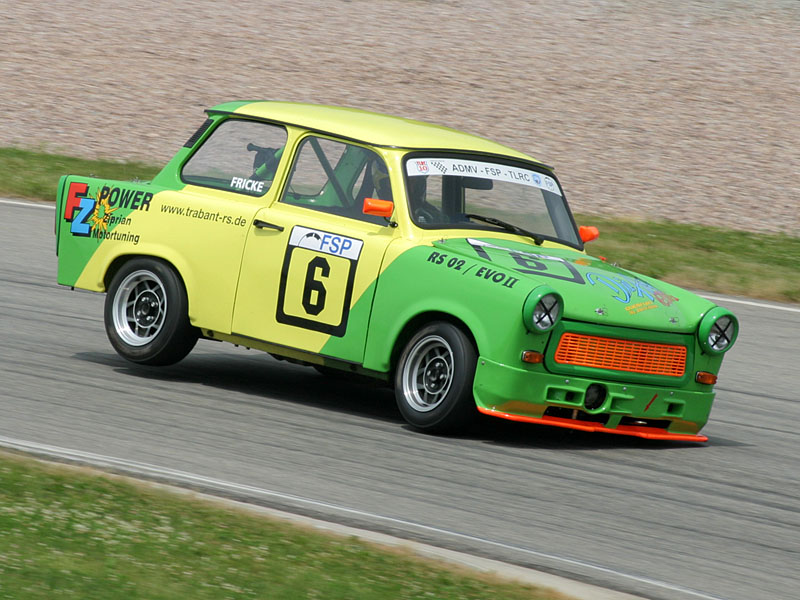
トラバントのサーキット車両

ヨーロッパでは統一ドイツのみならず、21世紀初頭になって各地で人気を博している。わざわざ程度の良い中古車を調達し、レーシングカーやラリー仕様に改造するマニアまでいる。実際に過去にはプライベーター参戦ながらもP601においてラリー・モンテカルロにグループAのクラス5へエントリーし、完走している。近年では徹底したチューニングを施したトラバントで、旧東ドイツ製自動車最高速度記録の235 km/hを樹立した者まで現れている。

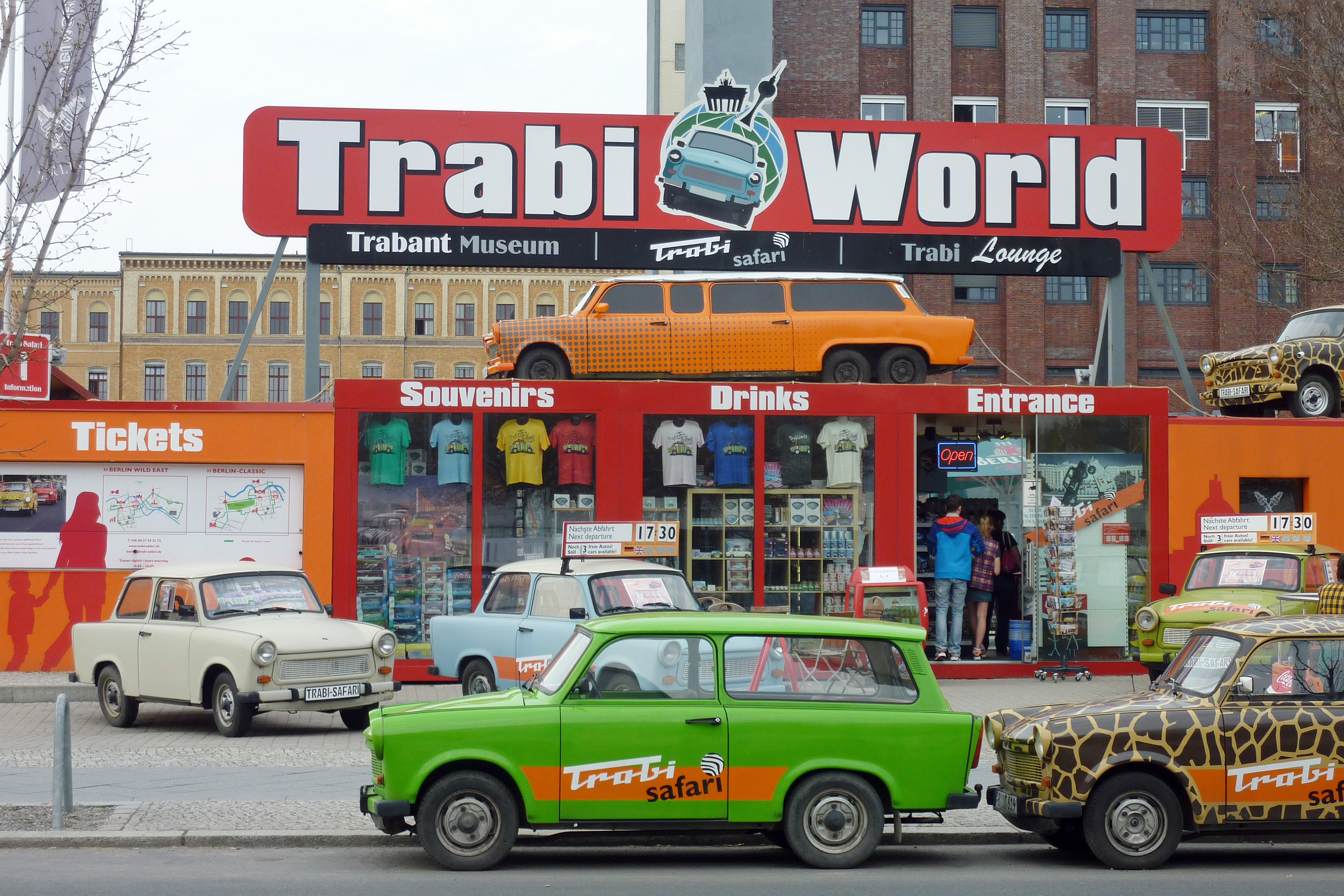
Trabi World, a tourist attraction in Berlin featuring a Trabant museum and a self-driven tour of Berlin in Trabants.

## トラバント P800 RS
トラバント P800 RSとは、トラバントP601をベースに開発されたラリー専用車両である。RSは「Rallysport」の略である。1986年から1988年にかけて3台のみが製造された。エンジンはP601の2ストローク機関をベースに771ccまでボアアップされたものが使用された。このエンジンはノーマルの約19kwに対して2倍以上高出力の48kwを発揮した。
WRCでの活躍では、1986年から1989年、スポット参戦ではあるものの1000湖ラリーへグループAに3台体制でエントリー。強豪各社のホットモデルが参戦している中、ポイント圏内に入ることはほぼなかったものの、1986年は完走2台、1987・1988年完走1台、1989年はクラス0で2位・3位・4位と1,000cc以下のクラス0自体、出走車は少なかったものの健闘している。

## トラバント1.1
トラバント1.1は、1990年3月の人民議会選挙によって東西ドイツ統一が決定的となった後の1990年5月より発売されたトラバントシリーズ最後の市販車両である。ある意味ではVEBザクセンリンクの雇用維持の目的のためだけに製造されたモデルともいえるが、その内実はかなりの近代化改修が施されていた。エンジンはフォルクスワーゲン・ポロの直列4気筒SOHC・1,100cc・31kwの4ストロークエンジンに換装され、燃料タンクの位置も車体の右後方に変更された。また、グリルやバンパーもプラスチック製の近代的なものに変更された。エンジンと並ぶ最大の改良点は、従来のエンジンに比べて劇的に重量・出力ともに向上したフォルクスワーゲンエンジンの出力を受け止めるために、フロントブレーキにはディスクブレーキが採用され、前車軸のサスペンションもコイルスプリングに変更されている点である。
内装、電装系も大幅に近代化が施されたが、皮肉なことにこの車両は旧東ドイツ市民にとってはあまりにも車輌価格が高価（18,600マルク）になりすぎたうえ、ベルリンの壁崩壊後、西ドイツの中古車が大量に東ドイツに流入しており、それに比べてブランドイメージや性能が劣り、高価格のトラバント1.1は東ドイツ市民にも全く受け入れられなかった。また、西ドイツ市民にとっては旧態依然が隠しきれないほどの設計の古さも相まって、1年の間にセダン・ステーションワゴン・ジープタイプ・ピックアップ各型約4万台を製造したのを最後に、トラバントシリーズ33年の歴史に幕を下ろした。

## トラバントnT

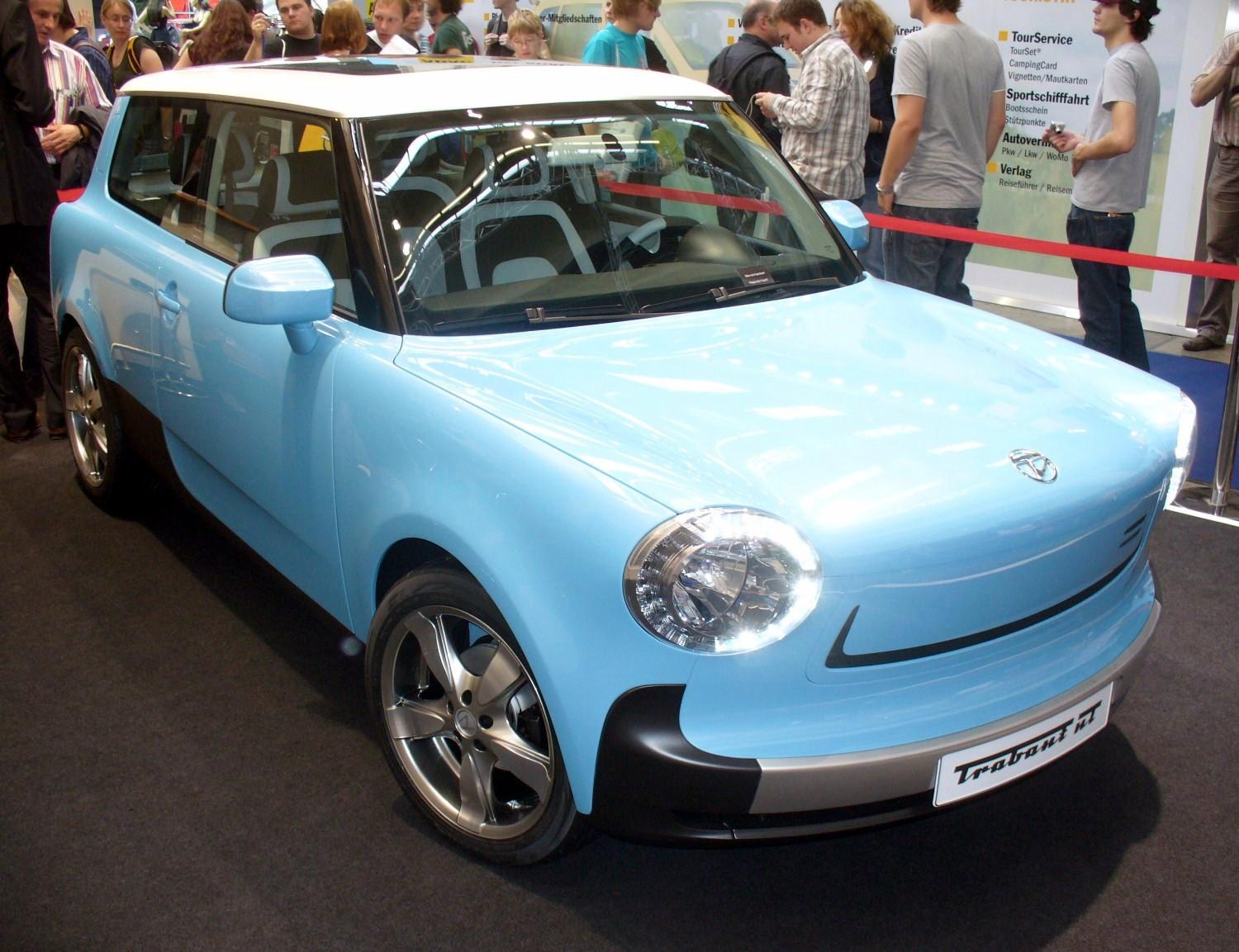
トラバントnT

2007年に、トラバント生産開始50年を記念して、ドイツの大手模型メーカーのヘルパがトラバントの名称の権利を購入して新型による復活計画を発表した。
同年9月、第62回フランクフルト・モーターショー (IAA) でヘルパはコンセプトカーである"New Trabi"ミニチュアモデルを展示。居住性向上のため室内が延長されて4ドアとなり、トランクは逆にP601より短くなった。当時はBMWのエンジンを搭載する計画であった。新しいトラバント nTのモデルは2009年のフランクフルト・モーターショーで公開された。
また、ルーフにはソーラーパネルを搭載するほか、車内にはカーナビや携帯電話、携帯型デジタル音楽プレイヤー「iPod」の接続端子も標準装備するなど、その内蔵機能の豊富さも話題となった。
2009年9月のIAAで「nT」というモデル名で公開された。リチウムイオン電池で駆動する45kWの誘導モーターを搭載する電気自動車となり、ドアは再び2枚に戻った。航続距離は100マイル（約180km）、最高速度は80mph（約128 km/h）に達する。
トラバントnT 共同事業体にはヘルパ、ドイツの自動車部品専門メーカーの IndiKarとドイツの自動車技術企業のIAVが参加する。事業体は投資、設計、生産をトラバントの拠点であるツヴィッカウで実施、2012年に販売する予定であった。ヘルパが中心となっている開発元では、2012年までの市場投入を目指して出資者を募っており、生産に至った場合は29,000ドル前後（19,600ユーロ）での販売を予定していた。

## トラバントの登場する作品

### 映画
- グッバイ、レーニン! - 主人公が母親が忘れた金の隠し場所を思い出してもらうため「幸運にも予約から3年で購入できるので金が必要」と嘘をつくシーンがある。走行シーンもあり、撮影には実車が利用された。

### ゲーム
- Jalopy（英語版） - トラバントを修理して田舎道の運転を目指すドライブ・シミュレーター・ゲーム。

### 漫画
- MASTERキートン - 主人公の車を修理に出した際の代車として登場した。
- 国境のエミーリャ - 主人公である杉浦エミーリャの相棒。
- SPY×FAMILY - オープニングでロイド・フォージャーが乗っていた車はトラバント601である。また、コミックス3巻の表紙裏でロイド、ヨル、アーニャが引っ越しのために乗っている。

### 楽曲
- とげまる - スピッツのアルバム。「TRABANT」という楽曲が所収されている。

### テレビCM
- 住友ゴム工業 - 2015年9月から2016年1月まで同社のスタッドレスタイヤ『WINTER MAXX（ウィンター・マックス）』 のCMにトラバント（P601）を起用した。出演は、福山雅治一人のみ（厳密には彼の他にもCG、あるいは模型のペンギンが1羽、共演している）。
- （日本の）信用金庫 - 2019年度の自動車ローンに関してのポスターにおいて、P601のミニチュアカーを起用。出演は2018年度より信用金庫のイメージガールを務める咲坂実杏。

## ギャラリー

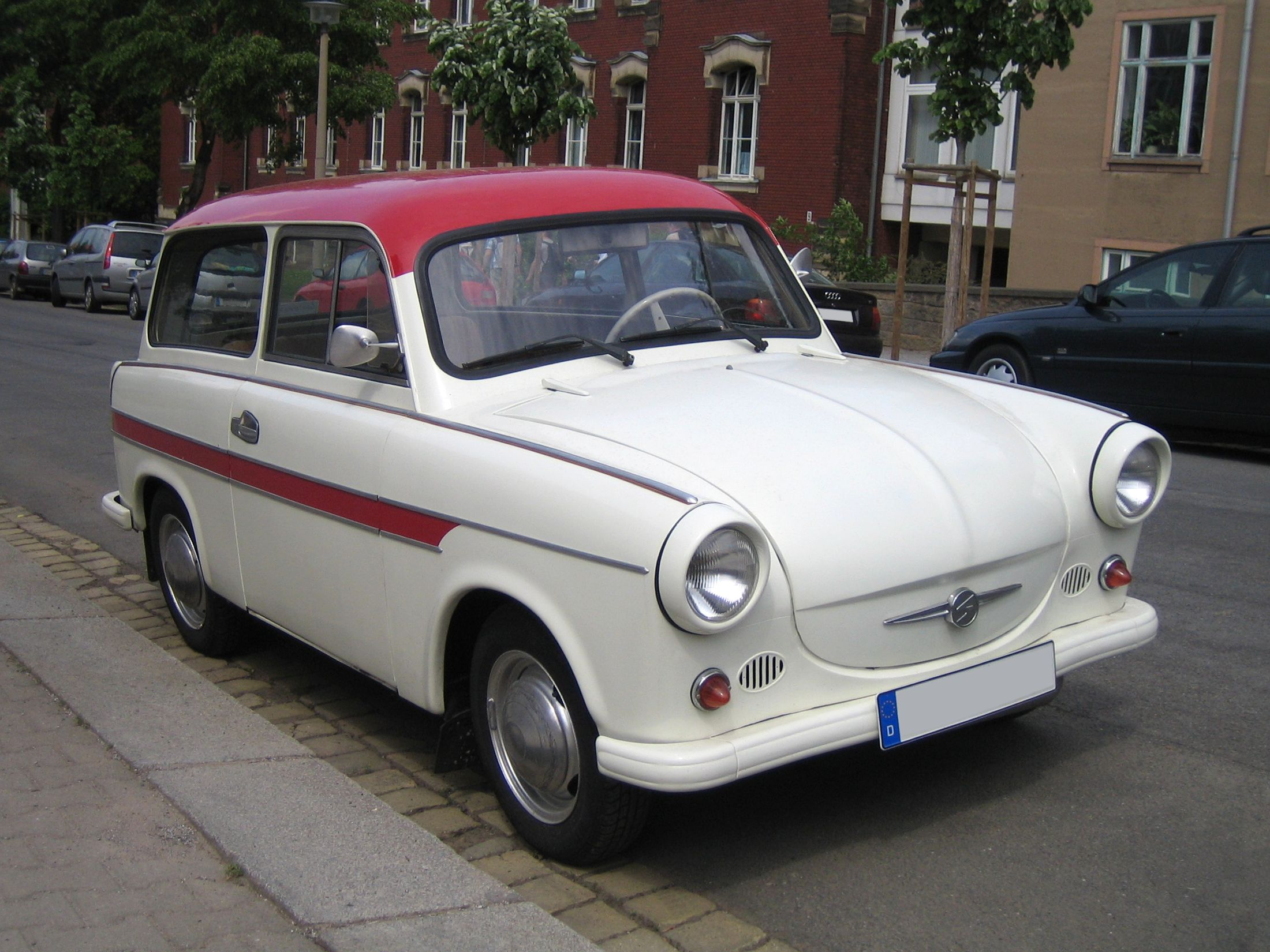
トラバント 600 Kombi (1962–1964)
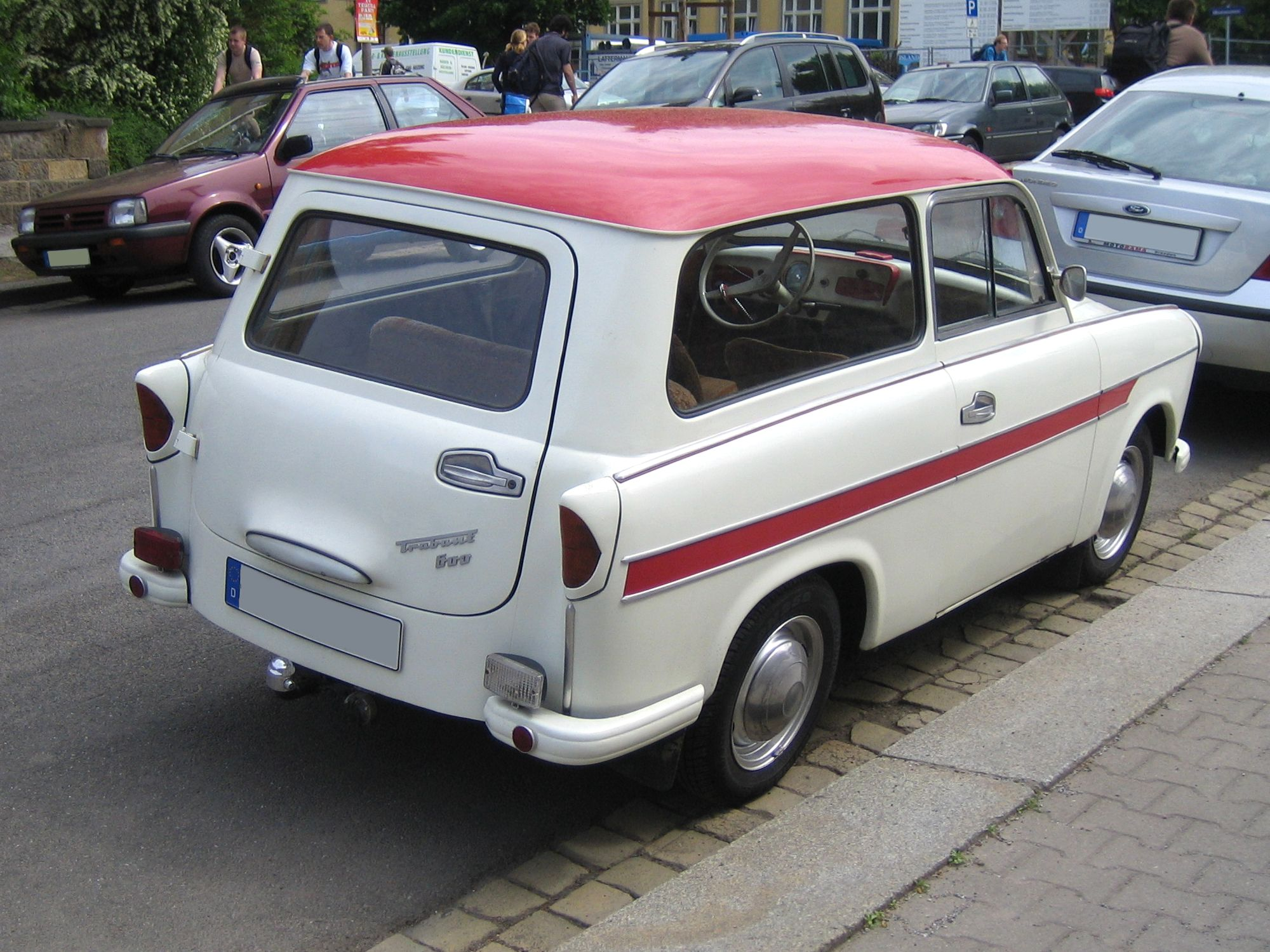
トラバント 600 Kombi (1962–1964)
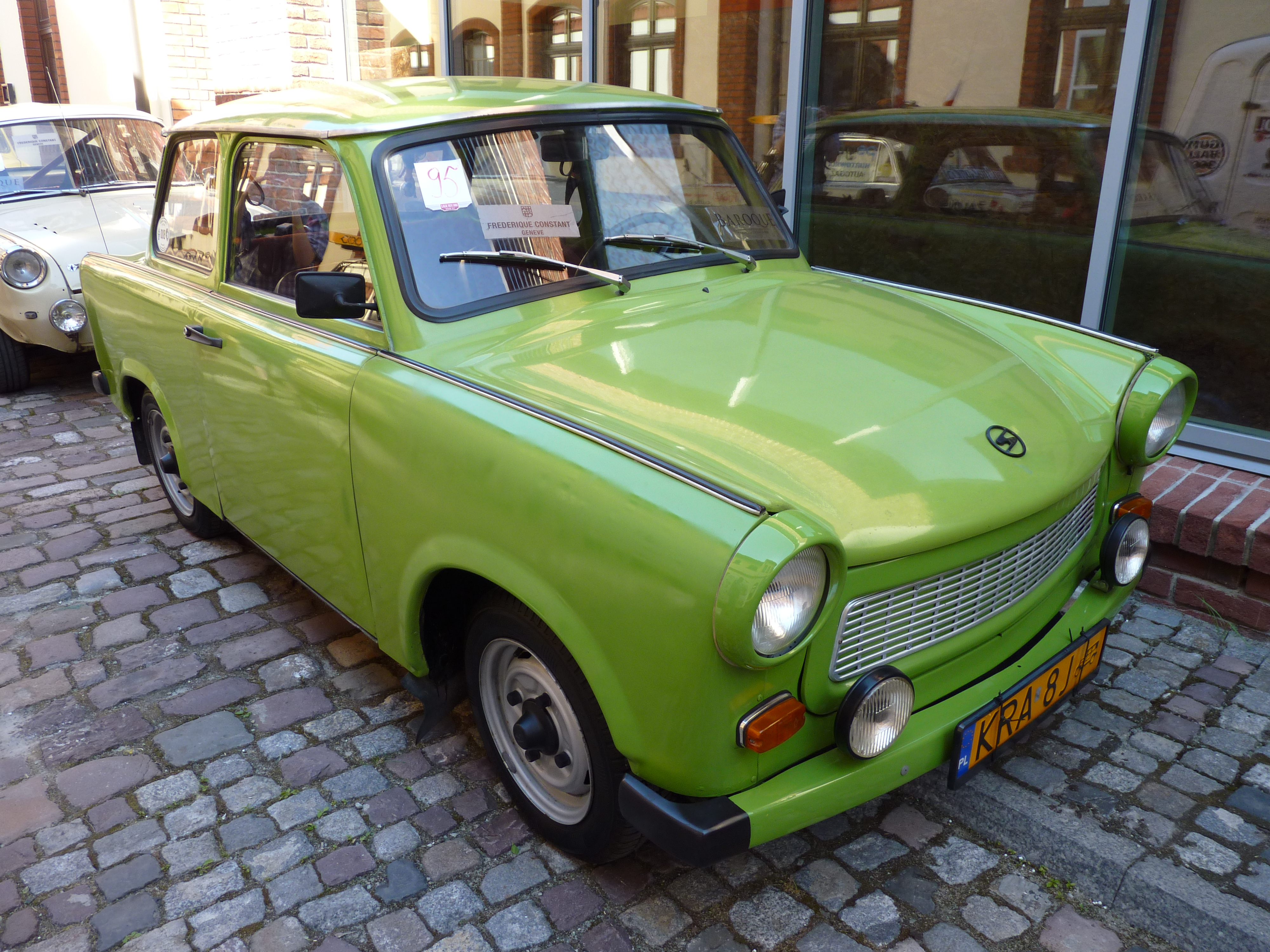
トラバント 601 (1964–1990)
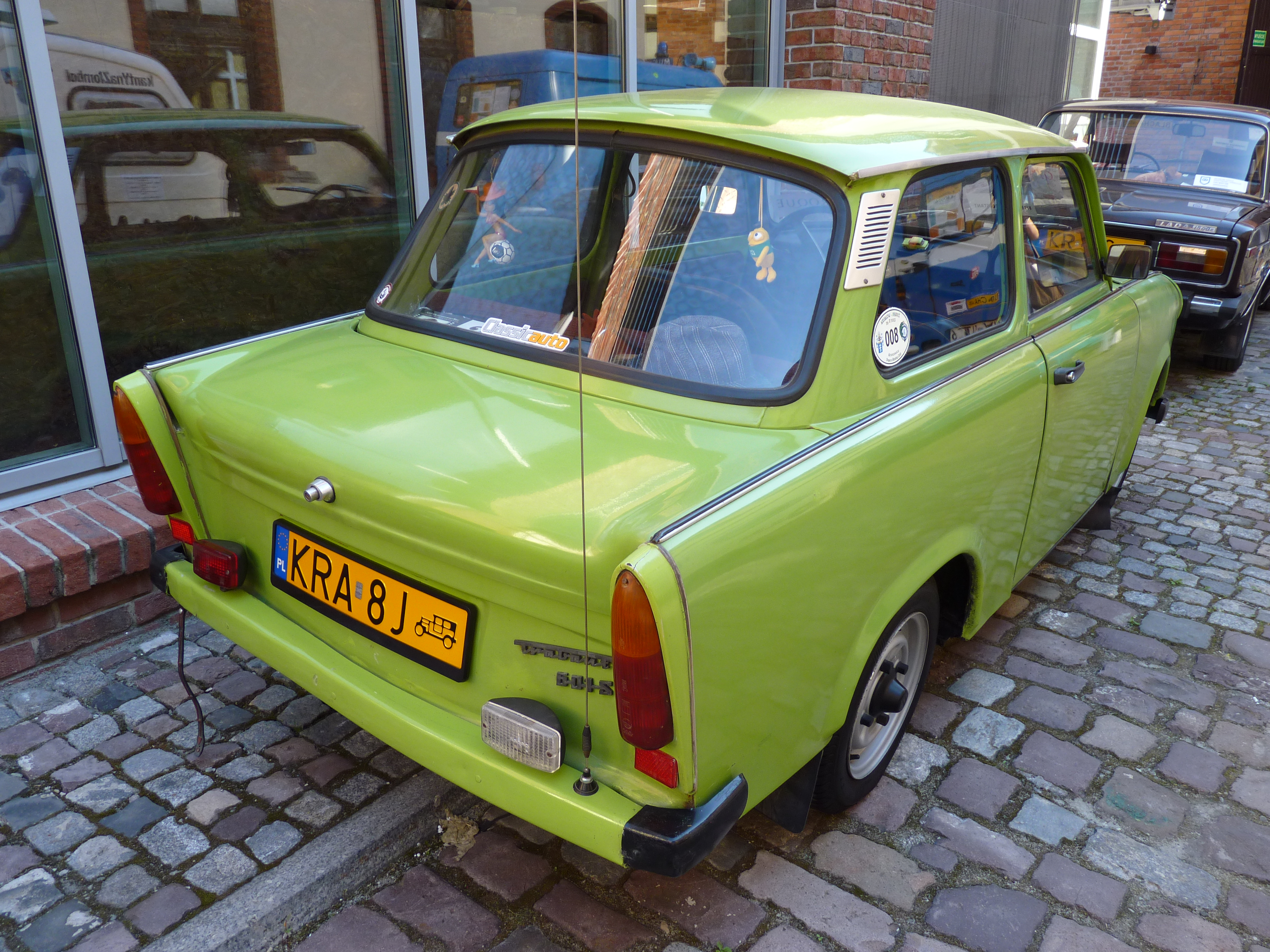
トラバント 601 (1964–1990)
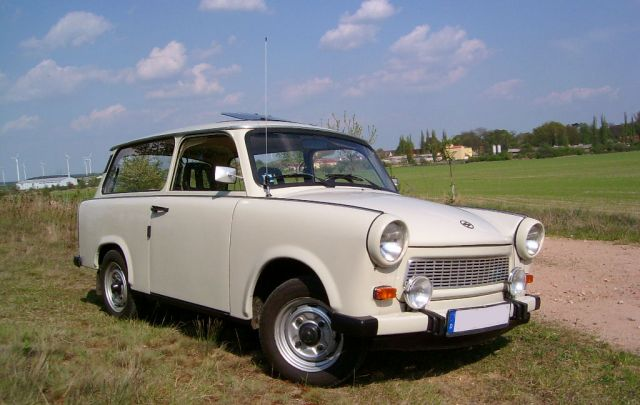
トラバント 601 Kombi (1964–1990)
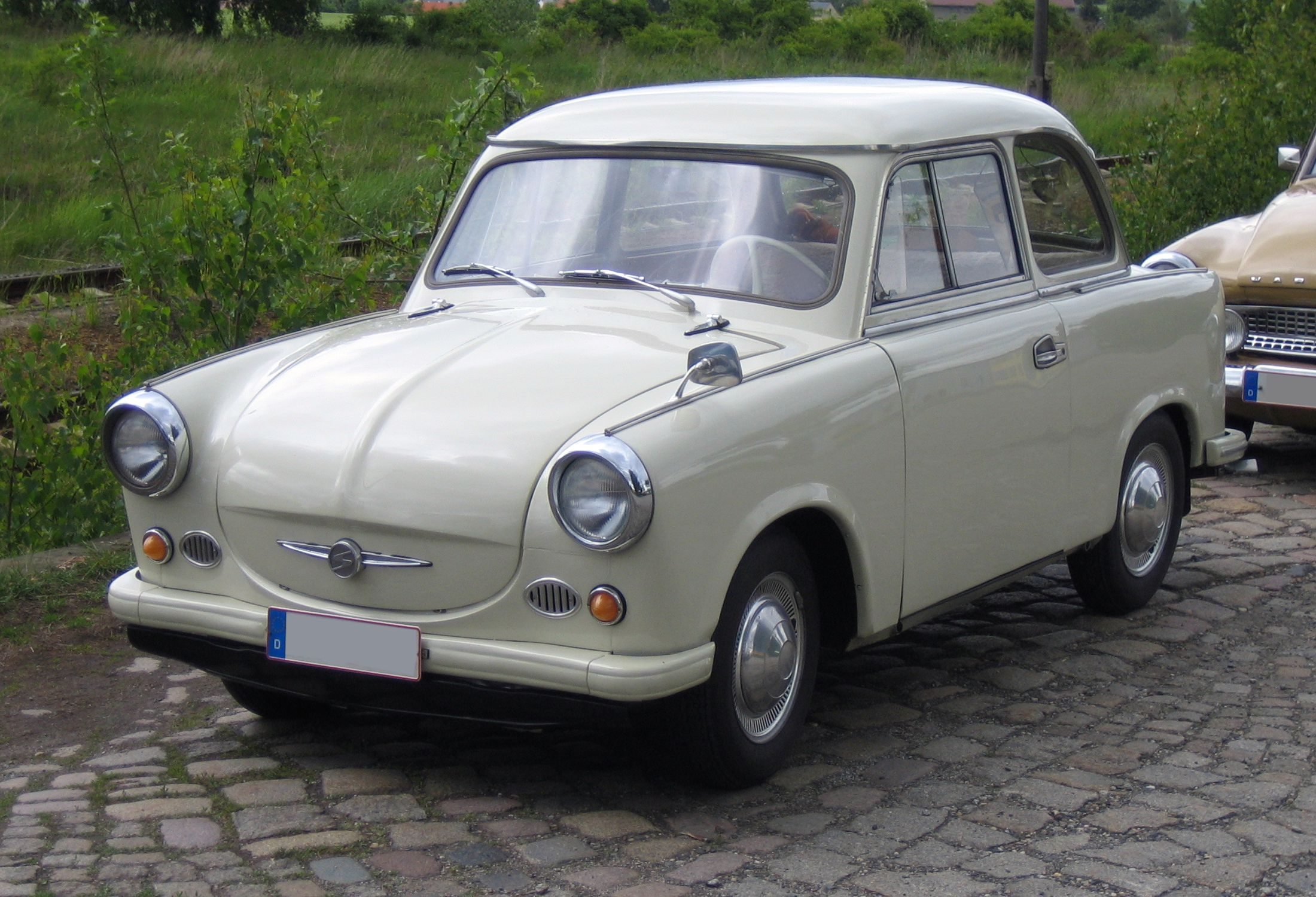
トラバント P50 (1957–1962)
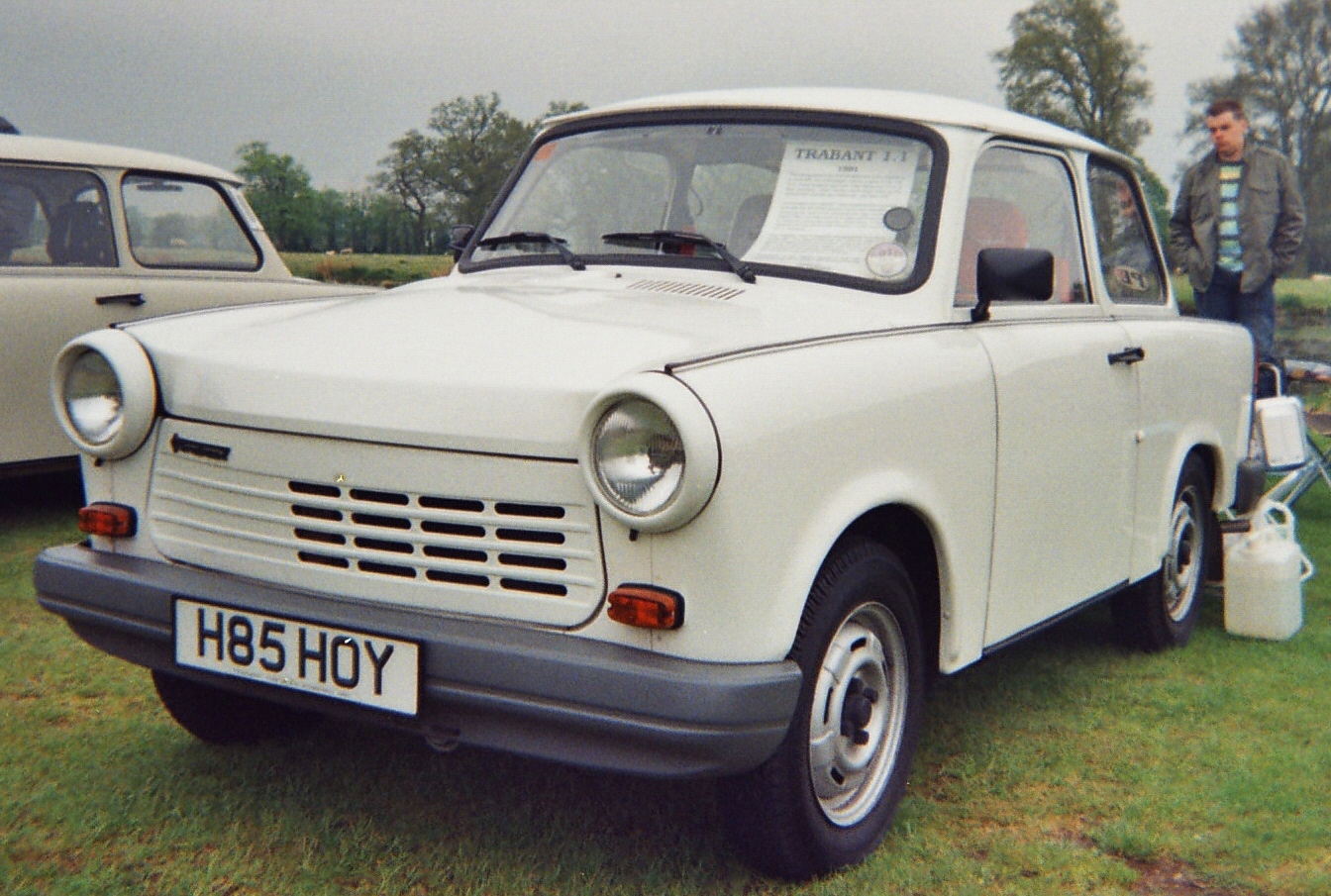
トラバント 1.1 (1990–1991)